# Produits agroalimentaires traditionnels de Lombardie
Les produits agroalimentaires traditionnels de Lombardie, reconnus par le ministère des Politiques agricoles, alimentaires et forestières (MIPAAF), sur la proposition du gouvernement de la région de Lombardie sont présentés dans la liste qui suit. La dernière mise à jour est du 7 juin 2012, date de la dernière révision des PAT (produits agroalimentaires traditionnels).

## Liste des produits
| N°  | Dénomination                                                                               | Secteur                                                                                               |
| --- | ------------------------------------------------------------------------------------------ | --- |
| 1   | Agnello di razza brianzola                                                                 | Viandes (et abats) et leurs préparations                                                              |
| 2   | Bastardei                                                                                  | Viandes (et abats) et leurs préparations                                                              |
| 3   | Borzat                                                                                     | Viandes (et abats) et leurs préparations                                                              |
| 4   | Bresaola affumicata                                                                        | Viandes (et abats) et leurs préparations                                                              |
| 5   | Bresaola di cavallo                                                                        | Viandes (et abats) et leurs préparations                                                              |
| 6   | Cacciatori d'oca                                                                           | Viandes (et abats) et leurs préparations                                                              |
| 7   | Capretto da latte pesante                                                                  | Viandes (et abats) et leurs préparations                                                              |
| 8   | Carne seca                                                                                 | Viandes (et abats) et leurs préparations                                                              |
| 9   | Ciccioli                                                                                   | Viandes (et abats) et leurs préparations                                                              |
| 10  | Ciccioli d’oca                                                                             | Viandes (et abats) et leurs préparations                                                              |
| 11  | Ciccioli mantovani                                                                         | Viandes (et abats) et leurs préparations                                                              |
| 12  | Cotechino (bianco, cremonese vaniglia, della bergamasca, mantovano alla vaniglia, pavese)  | Viandes (et abats) et leurs préparations                                                              |
| 13  | Cuz (it)                                                                                   | Viandes (et abats) et leurs préparations                                                              |
| 14  | Durelli d’oca                                                                              | Viandes (et abats) et leurs préparations                                                              |
| 15  | Fegato d’oca grasso                                                                        | Viandes (et abats) et leurs préparations                                                              |
| 16  | Grasso d’oca                                                                               | Viandes (et abats) et leurs préparations                                                              |
| 17  | Greppole                                                                                   | Viandes (et abats) et leurs préparations                                                              |
| 18  | Luganega                                                                                   | Viandes (et abats) et leurs préparations                                                              |
| 19  | Luganega di cavallo                                                                        | Viandes (et abats) et leurs préparations                                                              |
| 20  | Lughenia di passola                                                                        | Viandes (et abats) et leurs préparations                                                              |
| 21  | Mortadella di fegato                                                                       | Viandes (et abats) et leurs préparations                                                              |
| 22  | Mortadella di fegato al vin brulè                                                          | Viandes (et abats) et leurs préparations                                                              |
| 23  | Pancetta (con filetto, con pisteum, alla bergamasca, pavese)                               | Viandes (et abats) et leurs préparations                                                              |
| 24  | Paté di fegato d’oca                                                                       | Viandes (et abats) et leurs préparations                                                              |
| 25  | Petto d’oca stagionato                                                                     | Viandes (et abats) et leurs préparations                                                              |
| 26  | Pisto                                                                                      | Viandes (et abats) et leurs préparations                                                              |
| 27  | Prosciuttini (della Valtellina, della Valtellina al pepe)                                  | Viandes (et abats) et leurs préparations                                                              |
| 28  | Prosciuttino d’oca stagionato                                                              | Viandes (et abats) et leurs préparations                                                              |
| 29  | Prosciutto cotto                                                                           | Viandes (et abats) et leurs préparations                                                              |
| 30  | Prosciutto crudo Marco d’Oggiono                                                           | Viandes (et abats) et leurs préparations                                                              |
| 31  | Prosciutto mantovano                                                                       | Viandes (et abats) et leurs préparations                                                              |
| 32  | Quartini d’oca sotto grasso                                                                | Viandes (et abats) et leurs préparations                                                              |
| 33  | Salam casalin (salam casalin dei contadini mantovani)                                      | Viandes (et abats) et leurs préparations                                                              |
| 34  | Salame con lingua                                                                          | Viandes (et abats) et leurs préparations                                                              |
| 35  | Salame (cremonese, della bergamasca, di filzetta)                                          | Viandes (et abats) et leurs préparations                                                              |
| 36  | Salame da cuocere                                                                          | Viandes (et abats) et leurs préparations                                                              |
| 37  | Salame di testa                                                                            | Viandes (et abats) et leurs préparations                                                              |
| 38  | salame pancettato                                                                          | Viandes (et abats) et leurs préparations                                                              |
| 39  | Salame sotto grasso                                                                        | Viandes (et abats) et leurs préparations                                                              |
| 40  | Salamelle di Mantova                                                                       | Viandes (et abats) et leurs préparations                                                              |
| 41  | Salamina mista                                                                             | Viandes (et abats) et leurs préparations                                                              |
| 42  | Salamini di capra                                                                          | Viandes (et abats) et leurs préparations                                                              |
| 43  | Salamini di cavallo                                                                        | Viandes (et abats) et leurs préparations                                                              |
| 44  | Salamini di cervo                                                                          | Viandes (et abats) et leurs préparations                                                              |
| 45  | Salamini magri o maritati                                                                  | Viandes (et abats) et leurs préparations                                                              |
| 46  | Salsiccia di castrato ovino                                                                | Viandes (et abats) et leurs préparations                                                              |
| 47  | Sanguinaccio o marzapane                                                                   | Viandes (et abats) et leurs préparations                                                              |
| 48  | Slinzega di bovino                                                                         | Viandes (et abats) et leurs préparations                                                              |
| 49  | Slinzega di cavallo                                                                        | Viandes (et abats) et leurs préparations                                                              |
| 50  | Soppressata bresciana                                                                      | Viandes (et abats) et leurs préparations                                                              |
| 51  | Verzini                                                                                    | Viandes (et abats) et leurs préparations                                                              |
| 52  | Violino                                                                                    | Viandes (et abats) et leurs préparations                                                              |
| 53  | Violino di capra                                                                           | Viandes (et abats) et leurs préparations                                                              |
| 54  | Agrì di Valtorta                                                                           | Fromages                                                                                              |
| 55  | Bagòss                                                                                     | Fromages                                                                                              |
| 56  | Bernardo                                                                                   | Fromages                                                                                              |
| 57  | Branzi                                                                                     | Fromages                                                                                              |
| 58  | Cadolet di capra                                                                           | Fromages                                                                                              |
| 59  | Caprino a coagulazione lattica                                                             | Fromages                                                                                              |
| 60  | Caprino a coagulazione presamica                                                           | Fromages                                                                                              |
| 61  | Caprino vaccino                                                                            | Fromages                                                                                              |
| 62  | Casatta di Corteno Golgi                                                                   | Fromages                                                                                              |
| 63  | Casolet                                                                                    | Fromages                                                                                              |
| 64  | Casoretta                                                                                  | Fromages                                                                                              |
| 65  | Crescenza                                                                                  | Fromages                                                                                              |
| 66  | Fatulì                                                                                     | Fromages                                                                                              |
| 67  | Fiorone della Valsassina                                                                   | Fromages                                                                                              |
| 68  | Fiurì o Fiurit                                                                             | Fromages                                                                                              |
| 69  | Fontal                                                                                     | Fromages                                                                                              |
| 70  | Formaggella (della Val Brembana, della Val di Scalve, della Val Sabbia, della Val Seriana) | Fromages                                                                                              |
| 71  | Formaggella del Luinese                                                                    | Fromages                                                                                              |
| 72  | Fromageso d'Alpe grasso                                                                    | Fromages                                                                                              |
| 73  | Fromageso d’Alpe misto                                                                     | Fromages                                                                                              |
| 74  | Fromageso d'Alpe semigrasso                                                                | Fromages                                                                                              |
| 75  | Fromageso Val Seriana                                                                      | Fromages                                                                                              |
| 76  | Formai de Livign                                                                           | Fromages                                                                                              |
| 77  | Garda Tremosine                                                                            | Fromages                                                                                              |
| 78  | Granone Lodigiano                                                                          | Fromages                                                                                              |
| 79  | Italico                                                                                    | Fromages                                                                                              |
| 80  | Latteria                                                                                   | Fromages                                                                                              |
| 81  | Magnoca                                                                                    | Fromages                                                                                              |
| 82  | Magro                                                                                      | Fromages                                                                                              |
| 83  | Magro di latteria                                                                          | Fromages                                                                                              |
| 84  | Magro di piatta                                                                            | Fromages                                                                                              |
| 85  | Matusc                                                                                     | Fromages                                                                                              |
| 86  | Motelì                                                                                     | Fromages                                                                                              |
| 87  | Nisso                                                                                      | Fromages                                                                                              |
| 88  | Nostrano grasso                                                                            | Fromages                                                                                              |
| 89  | Nostrano semigrasso                                                                        | Fromages                                                                                              |
| 90  | Pannerone                                                                                  | Fromages                                                                                              |
| 91  | Robiola bresciana                                                                          | Fromages                                                                                              |
| 92  | Robiola della Valsassina                                                                   | Fromages                                                                                              |
| 93  | Salva                                                                                      | Fromages                                                                                              |
| 94  | Scimudin                                                                                   | Fromages                                                                                              |
| 95  | Semuda                                                                                     | Fromages                                                                                              |
| 96  | Silter                                                                                     | Fromages                                                                                              |
| 97  | Sta’el                                                                                     | Fromages                                                                                              |
| 98  | Stracchino (Bronzone, della Valsassina, orobico, tipico)                                   | Fromages                                                                                              |
| 99  | Strachet                                                                                   | Fromages                                                                                              |
| 100 | Strachitunt                                                                                | Fromages                                                                                              |
| 101 | Tombea                                                                                     | Fromages                                                                                              |
| 102 | Torta orobica                                                                              | Fromages                                                                                              |
| 103 | Zincarlin                                                                                  | Fromages                                                                                              |
| 104 | Burro                                                                                      | Matières grasses (beurre, margarine, huiles)                                                          |
| 105 | Burro di montagna                                                                          | Matières grasses (beurre, margarine, huiles)                                                          |
| 106 | Amarene d'Uschione                                                                         | Produits végétaux à l'état naturel ou transformés                                                     |
| 107 | Asparago (di Cilavegna, di Mezzago)                                                        | Produits végétaux à l'état naturel ou transformés                                                     |
| 108 | Castagne secche                                                                            | Produits végétaux à l'état naturel ou transformés                                                     |
| 109 | Cipolla (di Sermide, rossa)                                                                | Produits végétaux à l'état naturel ou transformés                                                     |
| 110 | Conserva senapata                                                                          | Produits végétaux à l'état naturel ou transformés                                                     |
| 111 | Cotognata                                                                                  | Produits végétaux à l'état naturel ou transformés                                                     |
| 112 | Fagiolo borlotto di Gambolò (faso)                                                         | Produits végétaux à l'état naturel ou transformés                                                     |
| 113 | Farina di grano saraceno                                                                   | Produits végétaux à l'état naturel ou transformés                                                     |
| 114 | Farina per polenta della bergamasca                                                        | Produits végétaux à l'état naturel ou transformés                                                     |
| 115 | Marroni di Santa Croce                                                                     | Produits végétaux à l'état naturel ou transformés                                                     |
| 116 | Mele di Valtellina                                                                         | Produits végétaux à l'état naturel ou transformés                                                     |
| 117 | Melone (di Casteldidone, di Viadana)                                                       | Produits végétaux à l'état naturel ou transformés                                                     |
| 118 | Mostarda di Cremona                                                                        | Produits végétaux à l'état naturel ou transformés                                                     |
| 119 | Mostarda di Mantova                                                                        | Produits végétaux à l'état naturel ou transformés                                                     |
| 120 | Patata di Campodolcino                                                                     | Produits végétaux à l'état naturel ou transformés                                                     |
| 121 | Pesche allo sciroppo del Lago di Monate, i perzic de Munà                                  | Produits végétaux à l'état naturel ou transformés                                                     |
| 122 | Radici di Soncino                                                                          | Produits végétaux à l'état naturel ou transformés                                                     |
| 123 | Riso                                                                                       | Produits végétaux à l'état naturel ou transformés                                                     |
| 124 | Sugolo                                                                                     | Produits végétaux à l'état naturel ou transformés                                                     |
| 125 | Tartufo (nero)                                                                             | Produits végétaux à l'état naturel ou transformés                                                     |
| 126 | Zucca                                                                                      | Produits végétaux à l'état naturel ou transformés                                                     |
| 127 | Anello di Monaco                                                                           | Pâtes fraîches et produits de boulangerie, biscuiterie, pâtisserie et confiserie                      |
| 128 | Amaretti di Gallarate                                                                      | Pâtes fraîches et produits de boulangerie, biscuiterie, pâtisserie et confiserie                      |
| 129 | Baci del signore                                                                           | Pâtes fraîches et produits de boulangerie, biscuiterie, pâtisserie et confiserie                      |
| 130 | Baci di Cremona                                                                            | Pâtes fraîches et produits de boulangerie, biscuiterie, pâtisserie et confiserie                      |
| 131 | Bisciola                                                                                   | Pâtes fraîches et produits de boulangerie, biscuiterie, pâtisserie et confiserie                      |
| 132 | Biscotin de Prost                                                                          | Pâtes fraîches et produits de boulangerie, biscuiterie, pâtisserie et confiserie                      |
| 133 | Brasadella (dolce)                                                                         | Pâtes fraîches et produits de boulangerie, biscuiterie, pâtisserie et confiserie                      |
| 134 | Braschin                                                                                   | Pâtes fraîches et produits de boulangerie, biscuiterie, pâtisserie et confiserie                      |
| 135 | Brutti e buoni                                                                             | Pâtes fraîches et produits de boulangerie, biscuiterie, pâtisserie et confiserie                      |
| 136 | Bunbunenn                                                                                  | Pâtes fraîches et produits de boulangerie, biscuiterie, pâtisserie et confiserie                      |
| 137 | Buscel di fich                                                                             | Pâtes fraîches et produits de boulangerie, biscuiterie, pâtisserie et confiserie                      |
| 138 | Bussolano (di Soresina)                                                                    | Pâtes fraîches et produits de boulangerie, biscuiterie, pâtisserie et confiserie                      |
| 139 | Capunsei (capunsel)                                                                        | Pâtes fraîches et produits de boulangerie, biscuiterie, pâtisserie et confiserie                      |
| 140 | Carcent                                                                                    | Pâtes fraîches et produits de boulangerie, biscuiterie, pâtisserie et confiserie                      |
| 141 | Casoncelli della Bergamasca                                                                | Pâtes fraîches et produits de boulangerie, biscuiterie, pâtisserie et confiserie                      |
| 142 | Castagnaccio, patuna                                                                       | Pâtes fraîches et produits de boulangerie, biscuiterie, pâtisserie et confiserie                      |
| 143 | Caviadini                                                                                  | Pâtes fraîches et produits de boulangerie, biscuiterie, pâtisserie et confiserie                      |
| 144 | Croccante                                                                                  | Pâtes fraîches et produits de boulangerie, biscuiterie, pâtisserie et confiserie                      |
| 145 | Cupeta                                                                                     | Pâtes fraîches et produits de boulangerie, biscuiterie, pâtisserie et confiserie                      |
| 146 | Focaccia di Gordona, fugaschia di Gordona                                                  | Pâtes fraîches et produits de boulangerie, biscuiterie, pâtisserie et confiserie                      |
| 147 | Frittella                                                                                  | Pâtes fraîches et produits de boulangerie, biscuiterie, pâtisserie et confiserie                      |
| 148 | Gnocchi di zucca                                                                           | Pâtes fraîches et produits de boulangerie, biscuiterie, pâtisserie et confiserie                      |
| 149 | Graffioni                                                                                  | Pâtes fraîches et produits de boulangerie, biscuiterie, pâtisserie et confiserie                      |
| 150 | Grissini dolci                                                                             | Pâtes fraîches et produits de boulangerie, biscuiterie, pâtisserie et confiserie                      |
| 151 | Marubini                                                                                   | Pâtes fraîches et produits de boulangerie, biscuiterie, pâtisserie et confiserie                      |
| 152 | Masigott                                                                                   | Pâtes fraîches et produits de boulangerie, biscuiterie, pâtisserie et confiserie                      |
| 153 | Meascia dolce o salata                                                                     | Pâtes fraîches et produits de boulangerie, biscuiterie, pâtisserie et confiserie                      |
| 154 | Miccone                                                                                    | Pâtes fraîches et produits de boulangerie, biscuiterie, pâtisserie et confiserie                      |
| 155 | Nocciolini                                                                                 | Pâtes fraîches et produits de boulangerie, biscuiterie, pâtisserie et confiserie                      |
| 156 | Pan da cool                                                                                | Pâtes fraîches et produits de boulangerie, biscuiterie, pâtisserie et confiserie                      |
| 157 | Pan di segale                                                                              | Pâtes fraîches et produits de boulangerie, biscuiterie, pâtisserie et confiserie                      |
| 158 | Pan méino                                                                                  | Pâtes fraîches et produits de boulangerie, biscuiterie, pâtisserie et confiserie                      |
| 159 | Pane comune                                                                                | Pâtes fraîches et produits de boulangerie, biscuiterie, pâtisserie et confiserie                      |
| 160 | Pane di pasta dura                                                                         | Pâtes fraîches et produits de boulangerie, biscuiterie, pâtisserie et confiserie                      |
| 161 | Pane di riso                                                                               | Pâtes fraîches et produits de boulangerie, biscuiterie, pâtisserie et confiserie                      |
| 162 | Pane di San Siro                                                                           | Pâtes fraîches et produits de boulangerie, biscuiterie, pâtisserie et confiserie                      |
| 163 | Pane giallo                                                                                | Pâtes fraîches et produits de boulangerie, biscuiterie, pâtisserie et confiserie                      |
| 164 | Pane mistura                                                                               | Pâtes fraîches et produits de boulangerie, biscuiterie, pâtisserie et confiserie                      |
| 165 | Panettone di Milano                                                                        | Pâtes fraîches et produits de boulangerie, biscuiterie, pâtisserie et confiserie                      |
| 166 | Panun                                                                                      | Pâtes fraîches et produits de boulangerie, biscuiterie, pâtisserie et confiserie                      |
| 167 | Pazientini                                                                                 | Pâtes fraîches et produits de boulangerie, biscuiterie, pâtisserie et confiserie                      |
| 168 | Pesce d’aprile                                                                             | Pâtes fraîches et produits de boulangerie, biscuiterie, pâtisserie et confiserie                      |
| 169 | Pizzoccheri della Valtellina                                                               | Pâtes fraîches et produits de boulangerie, biscuiterie, pâtisserie et confiserie                      |
| 170 | Polenta e uccelli dolce                                                                    | Pâtes fraîches et produits de boulangerie, biscuiterie, pâtisserie et confiserie                      |
| 171 | Resta                                                                                      | Pâtes fraîches et produits de boulangerie, biscuiterie, pâtisserie et confiserie                      |
| 172 | Ricciolino                                                                                 | Pâtes fraîches et produits de boulangerie, biscuiterie, pâtisserie et confiserie                      |
| 173 | Sbrisolona                                                                                 | Pâtes fraîches et produits de boulangerie, biscuiterie, pâtisserie et confiserie                      |
| 174 | Scarpinocc                                                                                 | Pâtes fraîches et produits de boulangerie, biscuiterie, pâtisserie et confiserie                      |
| 175 | Schiacciatina                                                                              | Pâtes fraîches et produits de boulangerie, biscuiterie, pâtisserie et confiserie                      |
| 176 | Spongarda di Crema                                                                         | Pâtes fraîches et produits de boulangerie, biscuiterie, pâtisserie et confiserie                      |
| 177 | Tirot                                                                                      | Pâtes fraîches et produits de boulangerie, biscuiterie, pâtisserie et confiserie                      |
| 178 | Torrone di Cremona                                                                         | Pâtes fraîches et produits de boulangerie, biscuiterie, pâtisserie et confiserie                      |
| 179 | Torta bertolina                                                                            | Pâtes fraîches et produits de boulangerie, biscuiterie, pâtisserie et confiserie                      |
| 180 | Torta del Donizetti                                                                        | Pâtes fraîches et produits de boulangerie, biscuiterie, pâtisserie et confiserie                      |
| 181 | Torta del paradiso                                                                         | Pâtes fraîches et produits de boulangerie, biscuiterie, pâtisserie et confiserie                      |
| 182 | Torta di fioretto                                                                          | Pâtes fraîches et produits de boulangerie, biscuiterie, pâtisserie et confiserie                      |
| 183 | Torta di grano saraceno                                                                    | Pâtes fraîches et produits de boulangerie, biscuiterie, pâtisserie et confiserie                      |
| 184 | Torta di latte                                                                             | Pâtes fraîches et produits de boulangerie, biscuiterie, pâtisserie et confiserie                      |
| 185 | Torta di mandorle                                                                          | Pâtes fraîches et produits de boulangerie, biscuiterie, pâtisserie et confiserie                      |
| 186 | Torta di San Biagio                                                                        | Pâtes fraîches et produits de boulangerie, biscuiterie, pâtisserie et confiserie                      |
| 187 | Torta di tagliatelle                                                                       | Pâtes fraîches et produits de boulangerie, biscuiterie, pâtisserie et confiserie                      |
| 188 | Torta mantovana                                                                            | Pâtes fraîches et produits de boulangerie, biscuiterie, pâtisserie et confiserie                      |
| 189 | Tortelli cremaschi                                                                         | Pâtes fraîches et produits de boulangerie, biscuiterie, pâtisserie et confiserie                      |
| 190 | Tortelli di zucca                                                                          | Pâtes fraîches et produits de boulangerie, biscuiterie, pâtisserie et confiserie                      |
| 191 | Tortelli amari de Castel Goffredo                                                          | Pâtes fraîches et produits de boulangerie, biscuiterie, pâtisserie et confiserie                      |
| 192 | Tortionata                                                                                 | Pâtes fraîches et produits de boulangerie, biscuiterie, pâtisserie et confiserie                      |
| 193 | Treccia d’oro “crema”                                                                      | Pâtes fraîches et produits de boulangerie, biscuiterie, pâtisserie et confiserie                      |
| 194 | Ufela                                                                                      | Pâtes fraîches et produits de boulangerie, biscuiterie, pâtisserie et confiserie                      |
| 195 | Alborelle essiccate in salamoia                                                            | Préparations de poissons, mollusques, crustacés, et techniques particulières d'élevage de ces espèces |
| 196 | Coregone                                                                                   | Préparations de poissons, mollusques, crustacés, et techniques particulières d'élevage de ces espèces |
| 197 | Missoltini                                                                                 | Préparations de poissons, mollusques, crustacés, et techniques particulières d'élevage de ces espèces |
| 198 | Pigo                                                                                       | Préparations de poissons, mollusques, crustacés, et techniques particulières d'élevage de ces espèces |
| 199 | Mascarpin de la calza                                                                      | Produits d'origine animale (miel, produits laitiers, à l'exclusion du beurre)                         |
| 200 | Mascarpone artigianale                                                                     | Produits d'origine animale (miel, produits laitiers, à l'exclusion du beurre)                         |
| 201 | Miele                                                                                      | Produits d'origine animale (miel, produits laitiers, à l'exclusion du beurre)                         |
| 202 | Ricotta artigianale                                                                        | Produits d'origine animale (miel, produits laitiers, à l'exclusion du beurre)                         |